# NGC 2072
NGC 2072 é um aglomerado aberto na direção da constelação de Mensa. O objeto foi descoberto pelo astrônomo Pietro Baracchi em 1884, usando um telescópio refletor com abertura de 48 polegadas. Devido a sua moderada magnitude aparente (+13,2), é visível apenas com telescópios amadores ou com equipamentos superiores. 